# Johnson City
Johnson City é uma cidade localizada no estado norte-americano de Tennessee, no Condado de Carter e Condado de Sullivan e Condado de Washington. A cidade foi fundada em 1856, e incorporada em 1869.

## Demografia
Segundo o censo norte-americano de 2000, a sua população era de 55.469 habitantes.
Em 2006, foi estimada uma população de 59.866, um aumento de 4397 (7.9%).

## Geografia
De acordo com o United States Census Bureau tem uma área de
102,5 km², dos quais 101,7 km² cobertos por terra e 0,8 km² cobertos por água. Johnson City localiza-se a aproximadamente 524 m acima do nível do mar.

## Localidades na vizinhança
O diagrama seguinte representa as localidades num raio de 12 km ao redor de Johnson City.